# Eilema klapperichi
Eilema klapperichi là một loài bướm đêm thuộc phân họ Arctiinae, họ Erebidae.